# 1.º Esquadrão de Helicópteros Antissubmarino
O 1º Esquadrão de Helicópteros Antissubmarino (HS-1) é uma unidade da Marinha do Brasil que opera aeronaves SH-16 Seahawk, sediadas na Base Aérea Naval de São Pedro da Aldeia e subordinadas ao Comando da Força Aeronaval. Seus helicópteros operam dos navios da Marinha de porte maior e podem detectar e atacar tanto submarinos quanto alvos de superfície usando seu radar, sonar, mísseis antinavio e torpedos. O esquadrão também tem funções secundárias de emprego geral, como o transporte de carga e tropas.
O HS-1 foi criado em 1965 com seis helicópteros Sikorsky S-58 transferidos pela Força Aérea Brasileira. Ele passou a operar a bordo do porta-aviões Minas Gerais, cuja missão principal era a guerra antissubmarino. A partir de 1972, os S-58 foram substituídas pelo Sikorsky SH-3 Sea King; 16 desses helicópteros, de vários modelos, serviriam nas décadas seguintes. O esquadrão testou um míssil antinavio contra um alvo de superfície pela primeira vez em 1992. Os Sea King foram substituídos pelos atuais Seahawk em 2012.

## Helicópteros

### Sikorsky S-58 (1965)

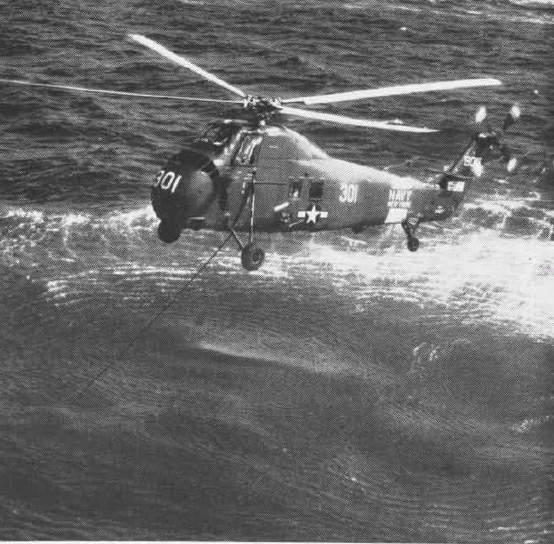
S-58 da Marinha dos Estados Unidos mergulhando seu sonar

O esquadrão foi ativado em 1965 com seis helicópteros S-58 (SH-34J) transferidos da Força Aérea Brasileira (FAB), onde até então pertenciam ao 2.º Esquadrão do 1.º Grupo de Aviação Embarcada (2.º/1.º GAE). Este esquadrão era igualmente voltado à guerra antissubmarino, assim como o próprio porta-aviões Minas Gerais (A-11). A FAB organizou o 1.º GAE justamente para operar no Minas Gerais, mas os helicópteros foram recebidos em 1962, em plena disputa com a Marinha ao redor do problema da aviação embarcada, e só voaram de bases em terra.  A Marinha já planejava seus próprios esquadrões de helicópteros antissubmarino.
A disputa corporativa foi encerrada por um decreto do presidente Castelo Branco em 1965. O monopólio da FAB sobre a aviação de asas fixas foi reafirmado, mas ela teve que reconhecer os helicópteros da Marinha, desativar o 2.º/1.º GAE e ceder os S-58. Seus operadores na Marinha também herdaram da FAB os estoques de peças, a burocracia de controle e o conhecimento técnico recebido nas instruções nos Estados Unidos. Dentro da Aviação Naval, eles seriam organizados no 1.º Grupo de Helicópteros Anti-Submarino, mas somente o primeiro (HS-1), sediado na Base Aérea Naval de São Pedro da Aldeia, chegou a ser ativado na estrutura do Comando da Força Aeronaval.
As seis aeronaves receberam as matrículas de N-3001 a N-3006 e o apelido de “baleias”. Para os padrões da Aviação Naval naquele momento, eram helicópteros pesados e de manutenção complexa. Dotados de sonar, piloto automático e a capacidade de lançar torpedos acústicos, eram um avanço tecnológico, embora já estivessem defasados ao final da década.
O contínuo apoio da FAB não sanou totalmente as dificuldades materiais e de pessoal, de forma que oficiais e praças foram enviados para um período de treinamento na Marinha dos Estados Unidos em 1967. O esquadrão evoluiu, realizando o primeiro exercício com a esquadra, a bordo do Minas Gerais, em 1965, o primeiro lançamento de torpedo em 1967 e a primeira missão noturna embarcada em 1969. Entretanto, a capacidade de operação noturna do SH-34J era limitada. A bordo do Minas Gerais, um helicóptero do HS-1 servia de guarda durante os pousos noturnos. Dois helicópteros, o N-3003 e N-3005, foram perdidos em acidentes ao longo da carreira do SH-34J na Marinha.

### Sea King (1970)

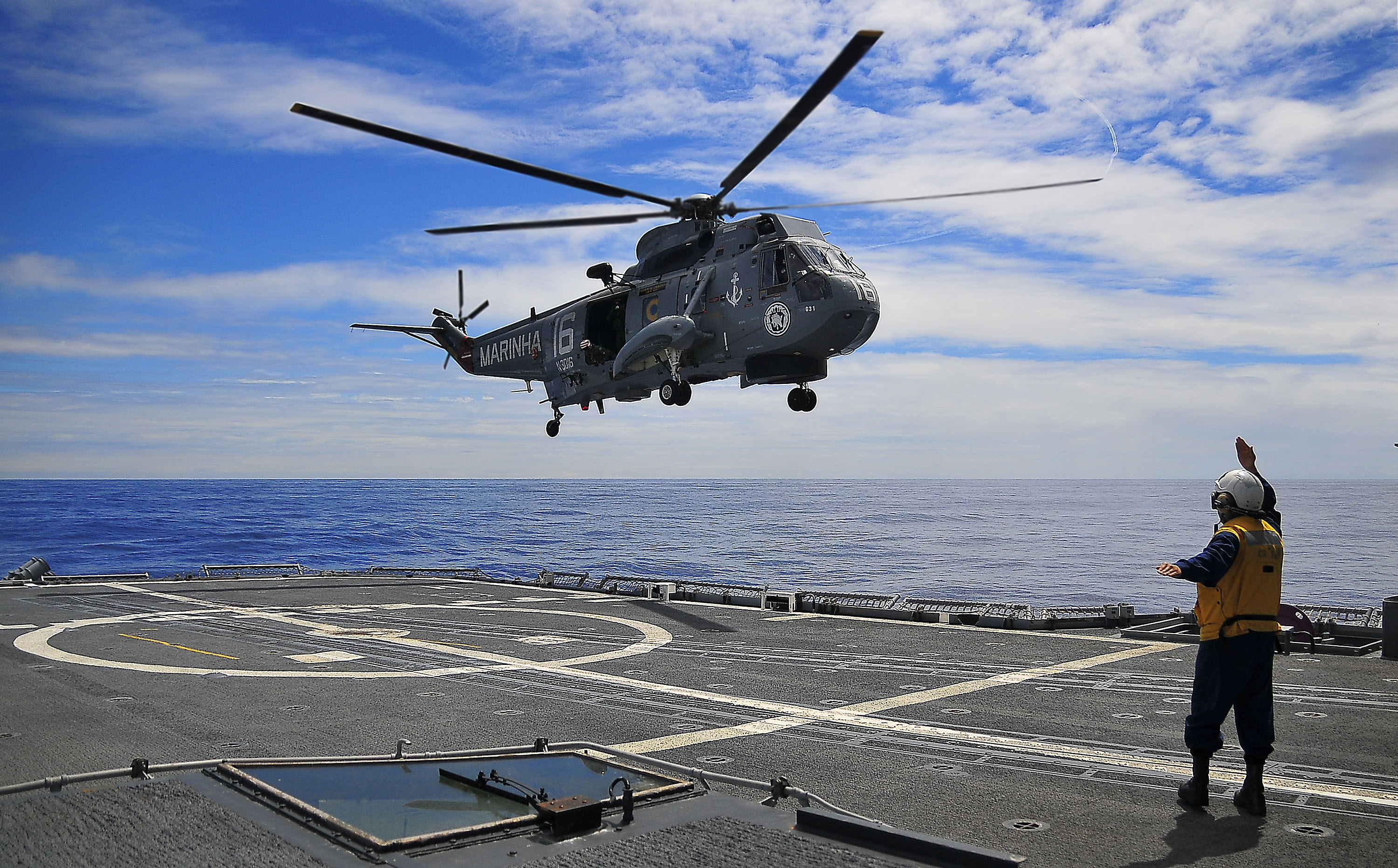
Sea King brasileiro pousa no cruzador americano Bunker Hill (CG-52)

Para substituir os “baleias”, a Marinha comprou seis unidades do SH-3D, da Sikorsky, recebidas entre 1970 e 1972 e designadas com as matrículas N-3007 a N-3012. Os SH-34J permaneceram em serviço, em tarefas secundárias, até 1975.
Os novos helicópteros mantinham a relativa qualidade das capacidades antissubmarino da Aviação Naval, ainda que limitadas em quantidade. Dentro da Marinha, o HS-1 foi o pioneiro no voo por instrumentos, em 1975, e no reabastecimento em voo, em 1978. Nas páginas da Revista Marítima Brasileira, o Sea King era considerado o “caçador-destruidor mais moderno já construído nos EUA”, e sua utilização na Guerra das Malvinas, em 1982, foi acompanhada de perto.
Além das atividades antissubmarino, os Sea King serviam de helicópteros pesados, transportando, por exemplo, os fuzileiros navais. Isto desviava o HS-1 de suas funções principais, o que foi solucionado pela compra dos Super Puma para o 2.º Esquadrão de Helicópteros de Emprego Geral (HU-2) em 1985.
Quatro aeronaves do lote original (N-3007, N-3010, N-3011 e N-3012) estavam em operação em 1984, quando a Marinha recebeu outras quatro, de modelo AS-61D, da Agusta, com matrículas de N-3013 a N-3016. Os antigos foram enviados à Itália em 1986 para se adequarem ao novo padrão, capaz de lançar mísseis Exocet, e portanto, de participar da guerra antissuperfície. Esta capacidade foi testada pela primeira vez em 1992, contra o casco do contratorpedeiro Mato Grosso (CT-10). Três helicópteros haviam sido perdidos em acidentes até este ponto, o N-3009, N-3008 e N-3014. Em meados dos anos 1990, quatro a seis Sea King operavam a bordo do Minas Gerais.
A tendência na Aviação Naval era apenas a atualização dos modelos ou substituição por derivações. Mais seis helicópteros de modelo SH-3H, originários da Marinha dos Estados Unidos, foram recebidos em 1996 e matriculados como o N-3017, N-3018, N-3019, N-3029, N-3030 e N-3031. Outros dois foram comprados somente como fornecedores de peças. Ao todo, 16 Sea King serviram na Marinha do Brasil.

### Seahawk (2012)

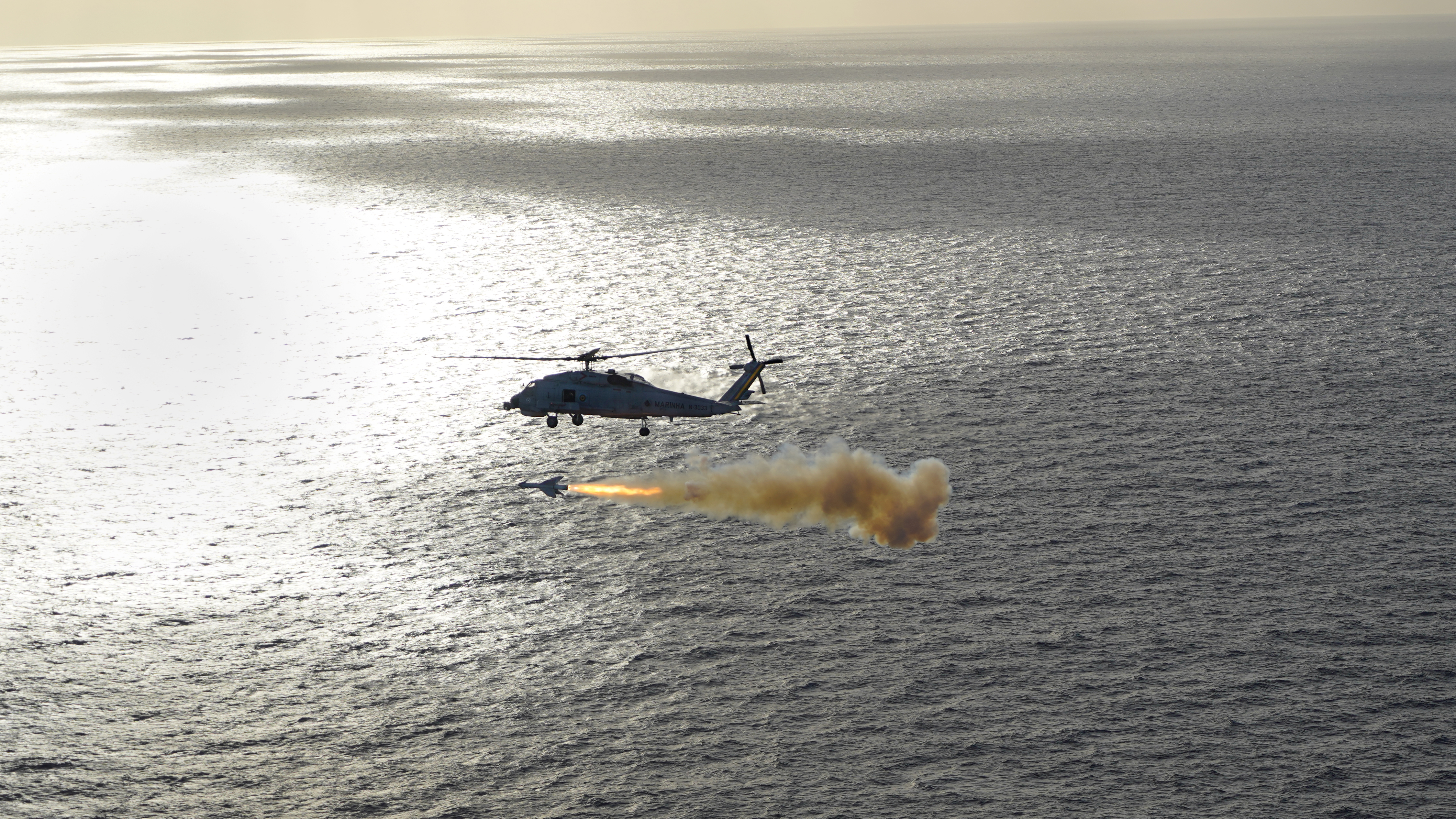
Lançamento de míssil pelo Seahawk

Desde 2004 a Marinha buscou um sucessor ao Sea King, avaliando o Sikorsky S-70B Seahawk, AgustaWestland AW101, Eurocopter AS532SC, Kaman SH-2G Seasprite e Mil Mi-171. A lista foi reduzida aos dois primeiros, e o Seahawk foi escolhido devido ao custo excessivo do AW101. O programa de reaparelhamento da Marinha previu a compra de até 25 unidades do Seahawk. Apenas seis foram adquiridos de fato e recebidos a partir de 2012. No mesmo ano, os Sea King foram desativados, encerrando 42 anos de serviço. A transição ao novo modelo foi complexa, e alguns oficiais e praças foram selecionados para fazer o curso oferecido pela Sikorsky. O Seahawk foi designado SH-16 e recebeu as matrículas de N-3032 a N-3037.
O Seahawk é um helicóptero multiemprego, e sua missão principal no HS-1 é definida como a “detecção, localização, acompanhamento e ataque” tanto de submarinos quanto de alvos de superfície. Seu radar tem alcance de até 370 km, podendo detectar embarcações de grande porte no limite da zona econômica exclusiva. Seu sonar submerso é usado com o helicóptero pairando a 24 metros da água, escutando alvos a até 500 metros de profundidade e 27 quilômetros de distância. Os submarinos oponentes podem ser atacados com torpedos Mk 46, e os navios, com o míssil AGM-119B Penguin, capaz de afundar corvetas ou mesmo fragatas. O porte do helicóptero é grande, e ele só pode embarcar no Navio-Aeródromo Multipropósito Atlântico, o Navio-Doca Multipropósito Bahia ou um dos Navios de Desembarque de Carros de Combate.
O esquadrão também recebe missões de emprego geral, como o transporte de material e de tropas, evacuação aeromédica, busca e salvamento e espotagem de tiro. O Seahawk não é tão capaz para essas missões quanto seu equivalente terrestre, o Black Hawk, diferenciando-se, por exemplo, por só ter porta de correr no lado direito. Ainda assim, ele pode guinchar cargas, lançar paraquedistas e realizar técnicas de rapel, fast rope e helocasting. Em São Pedro da Aldeia, o HS-1 reveza mensalmente com o HU-2 para manter um helicóptero pronto para decolar numa missão de transporte imprevista ou evacuação aeromédica.